# Mélo Ndiaye
Pour les articles homonymes, voir Ndiaye.
Mélo Ndiaye, né le 23 novembre 1994 à Bakel (Sénégal), est un footballeur sénégalais qui joue au poste de défenseur central à CS Constantine.

## Biographie
Mélo Ndiaye est né le 23 novembre 1994 à Bakel dans la région de Tambacounda.

### Carrière en club
Mélo Ndiaye commence à jouer le football dans sa ville natale à Bakel. Par la suite, il rejoint AS Douanes de Dakar en petite catégorie.

### Jamono Fatick (2018-2019)
Mélo Ndiaye rejoint le Jamono Fatick en 2018 où il parvient à faire une saison pleine en titulaire dans la charnière centrale du club fatickois.

### ASAC Ndiambour (2019-2020)
Le natif de Bakel rejoint le club de Louga (ASAC Ndiambour), en première division où il est aussi titulaire indiscutable.

### ASC Jaraaf (2020-2023)
À la fin de la saison, il décide de ne pas prolonger avec l'ASAC Ndiambour et s'engage librement avec le club de dakarois ASC Jaraaf. Après trois saisons passées dans le club le plus titré du Sénégal où il ne dispute que deux saisons avec une première année blanche à cause de blessure, Mélo Ndiaye remporte la coupe du Sénégal en 2023 avec ASC Jaraaf.

### CA Berrechid (2023-2024)
Après avoir remporté la coupe du Sénégal avec ASC Jaraaf, Mélo Ndiaye rejoint à la fin de la saison le championnat marocain de football et s'engage avec CA Berrechid. Avec 22 matchs disputés avec CA Berrechid, le club marocain finit par être relégué en division inférieur. Mélo Ndiaye décide de rompre son contrat,.

### CS Constantine (2024-2025)
Avec une rupture de contrat avec le club marocain relégué en deuxième division, Mélo Ndiaye s'engage librement avec le CS Constantine et évolue actuellement dans le championnat algérien de football. Il est aussi qualifié à disputer la coupe de la confédération 2024-2025.

### Carrière en équipe nationale
En juillet 2022, il reçoit sa première convocation en équipe du Sénégal A' pour prendre part à la Coupe COSAFA 2022. Lors de ce tournoi, Mélo Ndiaye dispute trois matchs. Il fait ses débuts en sélection à l'occasion du match des quarts de finale face à l'Eswantini (match nul, 1-1 ; victoire aux tab : 10-9). Il joue son deuxième match lors de ce ce tournoi face à la Zambie en demi-finale où ils sont éliminés sur le score de 4-3. Mélo Ndiaye dispute son troisième match du tournoi face au Mozambique en match de la troisième place. Avec une victoire aux tirs au but, Mélo Ndiaye finit troisième du tournoi avec l'équipe nationale et décroche la médaille de bronze.
Il est convoqué par la suite en équipe nationale du Sénégal au Championnat d'Afrique des nations 2022.Avec peu de temps de jeu avec une seule entrée en fin de match contre la Mauritanie en quart de finale, Mélo Ndiaye remporte la compétition avec l'équipe nationale du Sénégal en battant le pays hôte, l'Algérie, en finale.

## Palmarès

### En club
ASC Jaraaf
- Coupe du Sénégal (1) 
  - Vainqueur: 2023

### En sélection
Sénégal A'
- Coupe COSAFA :
  - Troisième: 2022.

 Sénégal
- Championnat d'Afrique des nations (1) :
  - Vainqueur en 2022